# CTAB-PAGE
Die CTAB-PAGE ist eine biochemische Methode zur Trennung von Proteinen nach ihrer Molmasse in einer Polyacrylamid-Gelelektrophorese (PAGE) unter Verwendung des Tensids Cetyltrimethylammoniumbromid (CTAB).

## Eigenschaften
Die CTAB-PAGE eignet sich zur Trennung von Proteinen mit vielen positiven Ladungen oder glykosylierten Membranproteinen. Im Gegensatz zur üblicherweise verwendeten SDS-PAGE wandern die mit dem kationischen Tensid CTAB beladenen Proteine zur Kathode (Minus-Pol). Alternativ kann als PAGE mit kationischem Tensid die BAC-PAGE mit 16-Benzyldimethylhexadecylammoniumchlorid (16-BAC) anstelle von CTAB verwendet werden. Wenn die Proben mit dem Probenpuffer nicht erhitzt werden und kein Reduktionsmittel für Disulfidbrücken wie Mercaptoethanol, Dithiothreitol oder Dithioerythritol zugesetzt wurde, bleibt teilweise die native Konformation und biologische Aktivität der Proteine erhalten.